# José Luis Urrecho
José Luis Urrecho Pinedo (Miranda de Ebro, Burgos, España, 30 de junio de 1959) es un exfutbolista español que jugaba como delantero.

## Trayectoria
Fichó por el Deportivo Alavés a comienzos de la temporada 1977-78, procedente del Amurrio FC,  y debutó en la Segunda División el 20 de noviembre de 1977 en un partido frente al Real Valladolid Deportivo disputado en el estadio José Zorrilla en el que el Alavés perdió por 2-0. De cara a la campaña 1978-79 fue cedido al C. D. Mirandés de la Segunda División B, aunque en mayo de 1979 regresó a su club de origen para jugar los últimos partidos del curso. Continuó allí durante dos temporadas más hasta su fichaje por el Real Sporting de Gijón a cambio de 10 millones de pesetas en junio de 1981.
Con el Sporting debutó en Primera División el 20 de septiembre en una derrota por 2-1 frente al Valladolid y jugó un total de veinticinco partidos, en los que anotó un gol, repartidos en dos campañas. En la temporada 1983-84 fichó por la U. D. Salamanca, donde participó en dieciséis partidos pero el equipo no pudo mantener la categoría y descendió a Segunda División. Su siguiente equipo fue el C. F. Lorca Deportiva, donde cosechó otro descenso, esta vez a Segunda División B.
En 1985 inició un periplo por la división de bronce que lo llevó de regreso al Alavés (1985-86), U. D. Alzira (1986-87), C. P. Almería (1987-88), Villarreal C. F. (1988-89) y A. D. Ceuta (1989-90 y 1990-91).

## Clubes
| Club                   | País   | Año       |
| ---------------------- | ------ | --------- |
| Deportivo Alavés       | España | 1977-1978 |
| C. D. Mirandés         | España | 1978-1979 |
| Deportivo Alavés       | España | 1979-1981 |
| Real Sporting de Gijón | España | 1981-1983 |
| U. D. Salamanca        | España | 1983-1984 |
| C. F. Lorca Deportiva  | España | 1984-1985 |
| Deportivo Alavés       | España | 1985-1986 |
| U. D. Alzira           | España | 1986-1987 |
| C. P. Almería          | España | 1987-1988 |
| Villarreal C. F.       | España | 1988-1989 |
| A. D. Ceuta            | España | 1989-1991 |